# Brachycorythis macrantha
Brachycorythis macrantha es una especie de orquídea de hábito terrestre de la subfamilia Orchidoideae. Se encuentra en África.

## Descripción
Es una orquídea de tamaño medio  que prefiere el clima cálido. Tiene hábitos terrestres,  con un tallo que lleva hojas ampliamente lanceoladas. Florece en invierno en una inflorescencia terminal erecta,  con flores diversas. La planta se seca y muere después de la floración, para reanudar su ciclo normal de nuevos brotes con la llegada de la primavera.

## Distribución
Se encuentra en Sierra Leona, Guinea, Costa de Marfil, Togo, Liberia, Nigeria, República Centroafricana, Camerún y Gabón en los bosques en las laderas cercanas a los ríos o en las rocas cubiertas de musgo en las elevaciones de 240 a 900 metros. 

## Taxonomía
Fue descrita por el botánico inglés Victor Samuel Summerhayes y publicado en Kew Bulletin 236 en el año 1955.
Sinonimia
- Gymnadenia macrantha Lindl., Gen. Sp. Orchid. Pl.: 279 (1835). basónimo
- Phyllomphax macrantha (Lindl.) Summerh., Bull. Misc. Inform. Kew 1938: 143 (1938).
- Eulophia helleborina Hook.f., Bot. Mag. 96: t. 5875 (1870).
- Habenaria helleborina (Hook.f.) G.Nicholson, Ill. Dict. Gard. 2: 107 (1886).
- Platanthera helleborina (Hook.f.) Rolfe in D.Oliver & auct. suc. (eds.), Fl. Trop. Afr. 7: 204 (1898).
- Phyllomphax helleborina (Hook.f.) Schltr., Repert. Spec. Nov. Regni Veg. Beih. 4: 119 (1919).[1][2]